# Wieża widokowa w Bruśniku
Wieża widokowa w Bruśniku – turystyczna wieża widokowa, otwarta w 2013, na wzniesieniu Styrki (420 m), znajdująca się w miejscowości Bruśnik, na Pogórzu Rożnowskim.

## Opis
Wieża została zbudowana w 2013 i otwarta 19 lipca. Koszt budowy w 80% pokryty został z dotacji Unii Europejskiej (środki z Europejskiego Funduszu Rolnego).
Jest to zwężająca się ku górze konstrukcja stalowo-kratowa wypełniona drewnem, składająca się z kilku kondygnacji, do których prowadzą oporęczowane schody. Posiada pięć tarasów widokowych. Całkowita wysokość wieży zwieńczonej czterospadowym dachem wynosi 23 m. Najwyższa platforma widokowa znajduje się na wysokości 18 m. Została na niej zamontowana fotograficzna panorama z opisem widocznych wzniesień i miejsc oraz informacjami tekstowymi atrakcji turystycznych.
Widok z wieży obejmuje: Pogórze Ciężkowickie – Słoną Górę, Polichty, Pasmo Brzanki, Pogórze Rożnowskie – Wał, Lubinka, Beskid Niski – Rosochatkę), Górę Św. Marcina oraz Pogórze Strzyżowskie, Pogórze Dynowskie, Beskid Sądecki – Pasmo Jaworzyny, Tatry, Beskid Wyspowy, Pogórze Wiśnickie.

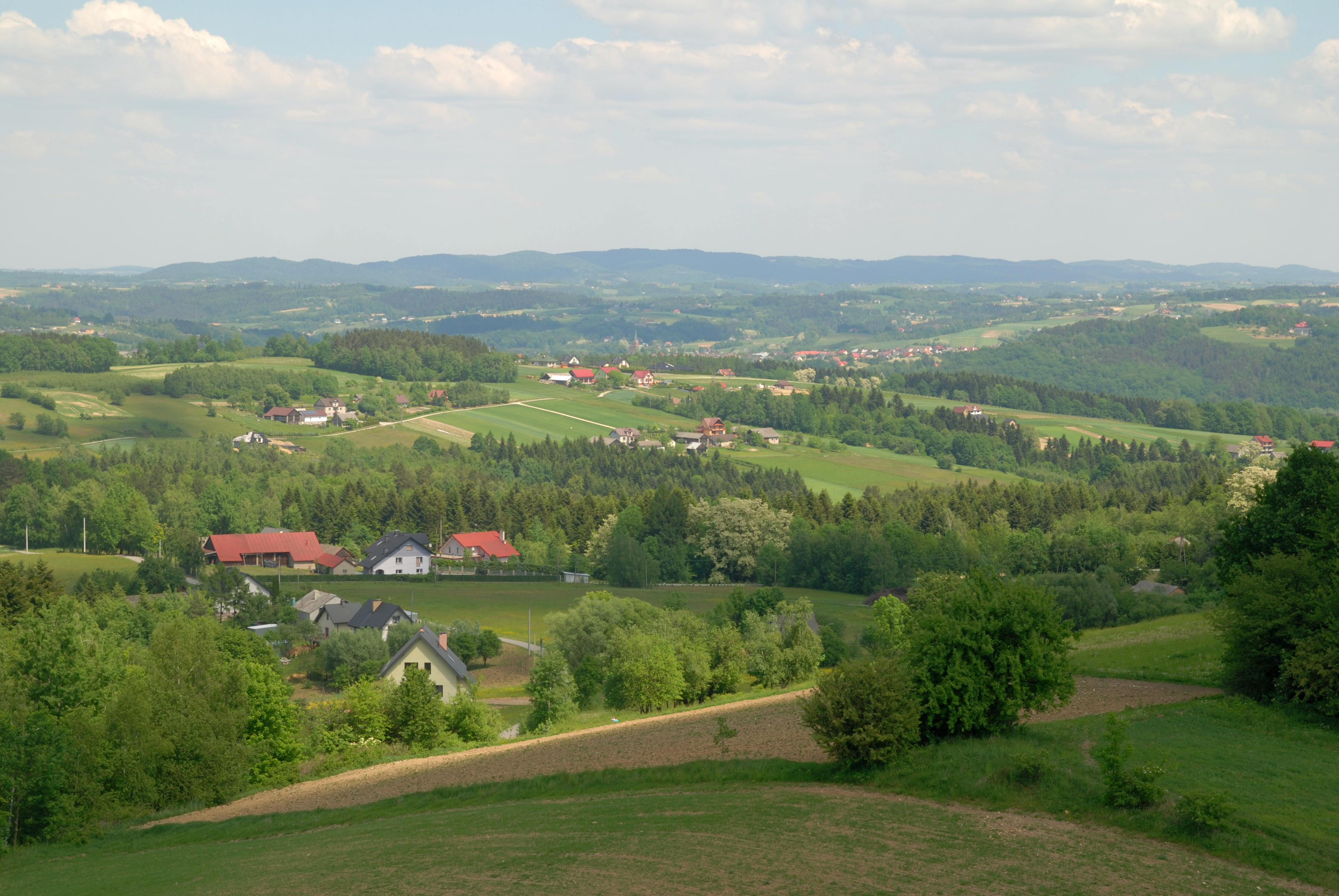
Widok z wieży na Ciężkowice i Pogórze Ciężkowickie
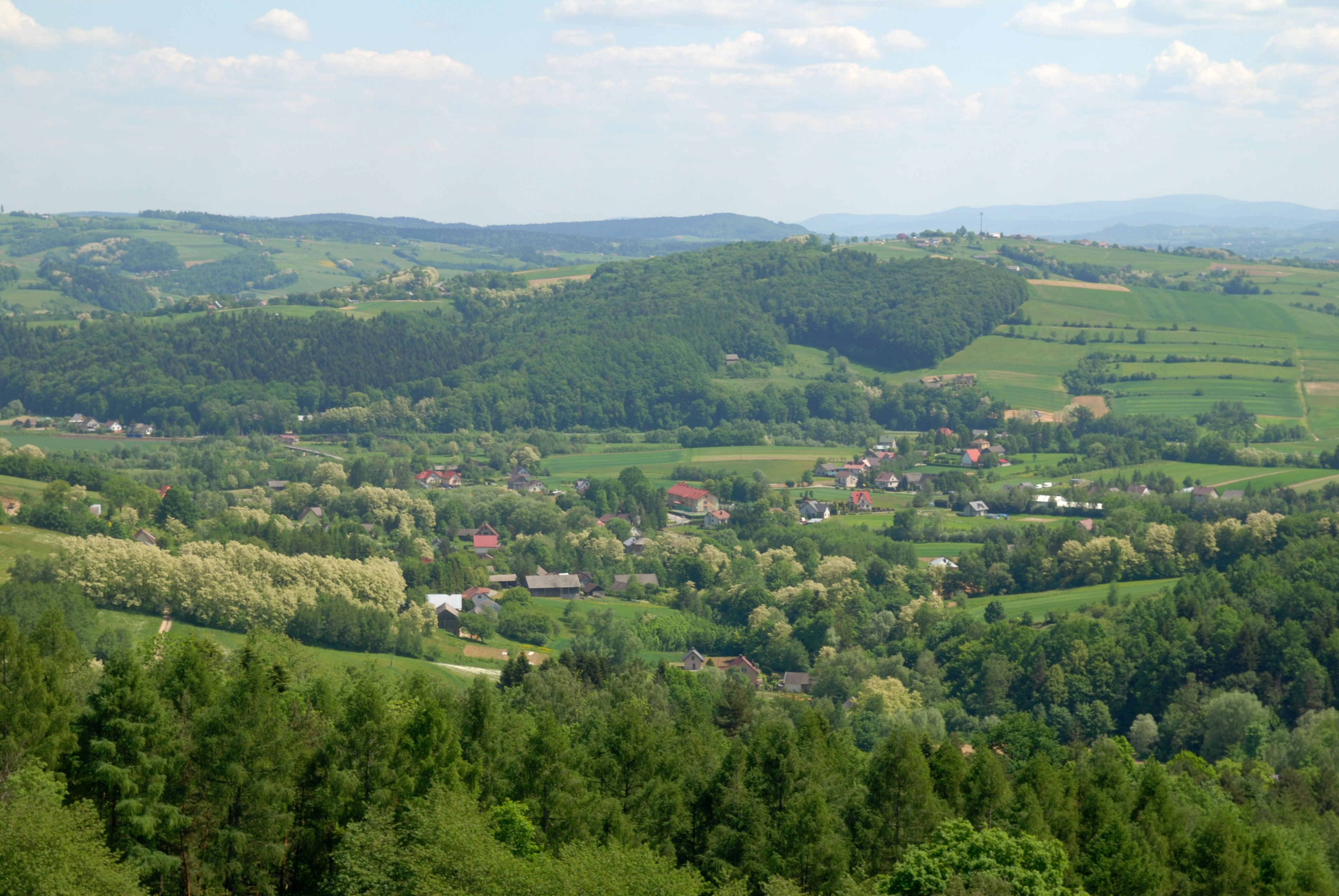
Widok w kierunku Pławnej